# 2024 aux échecs
| Années des échecs : 2021 - 2022 - 2023 - 2024 - 2025 - 2026 - 2027    |
| Décennies des échecs : 1990 - 2000 - 2010 - 2020 - 2030 - 2040 - 2050 |

Cette page recense les événements liés au monde des échecs qui ont eu lieu en 2024.

## Championnats du monde

### Championnat du monde mixte
Le tournoi des candidats, permettant de sélectionner le challenger de Ding Liren pour la finale du championnat du monde d'échecs 2024, a lieu du 2 au 25 avril 2024 à Toronto. Les joueurs qualifiés pour cet événement sont Ian Nepomniachtchi, Rameshbabu Praggnanandhaa, Fabiano Caruana, Alireza Firouzja, Dommaraju Gukesh, Vidit Gujrathi, Hikaru Nakamura et Nijat Abasov. La FIDE annonce début mars 2024 que le tournoi risque d'être déplacé en Espagne, car plusieurs joueurs n'ont pas reçu de visa de la part du gouvernement canadien. Cela est dû à un contexte géopolitique délicat, du fait de l'invasion de l'Ukraine par la Russie depuis 2022, et de la grave crise diplomatique entre le Canada et l'Inde liée à l'assassinat du leader sikh Hardeep Singh Nijjar. Le 8 mars, la FIDE annonce finalement que tous les visas des joueurs et joueuses ont été accordés,,.
Dommaraju Gukesh remporte le tournoi des Candidats, et affronte Ding Liren en finale du championnat du monde à Singapour du 20 novembre au 15 décembre 2024.
Le match de championnat se déroule en quatorze parties à cadence lente. Ding crée la surprise en remportant la première partie avec les noirs mais Gukesh égalise en gagnant la troisième. Après une longue série de nulles, Gukesh est vainqueur de la onzième partie, après quoi Ding revient au score dès la partie suivante. C'est finalement Ding qui commet la dernière erreur au 55e coup de la dernière partie. Gukesh devient ainsi à 18 ans le plus jeune champion du monde d'échecs de l'histoire.

### Tournoi des candidates
Le tournoi des candidates, permettant de sélectionner la challengeuse de Ju Wenjun pour la finale du championnat du monde féminin d'échecs, a lieu du 2 au 25 avril 2024 à Toronto également, malgré les mêmes problèmes de visas rencontrés que pour le tournoi mixte. Les joueuses qualifiées pour cet événement sont Lei Tingjie, Kateryna Lagno, Aleksandra Goryachkina, Nurgyul Salimova, Anna Muzychuk, Rameshbabu Vaishali, Tan Zhongyi et Humpy Koneru.
Tan Zhongyi remporte le tournoi des Candidates, et affrontera Ju Wenjun en finale du championnat du monde féminin pendant l'année 2025.

### Championnat du monde de blitz et de parties rapides
| Tournoi        | Champion mixte                       | Championne   |
| -------------- | ------------------------------------ | ------------ |
| Cadence rapide | Volodar Mourzine                     | Humpy Koneru |
| Cadence blitz  | Magnus Carlsen et Ian Nepomniachtchi | Ju Wenjun    |

Le championnat rapide est marqué par le forfait en cours de compétition de Magnus Carlsen. Le Norvégien est entré en conflit avec la FIDE au sujet du règlement vestimentaire. L'organisateur a en effet refusé que Carlsen dispute la compétition en jeans. Carlsen annonce également renoncer au championnat de blitz, avant de revenir sur cette décision.
La finale du championnat de blitz connaît également un fin controversée. En effet, après sept parties, Magnus Carlsen et Ian Nepomniachtchi sont encore à égalité. Ils décident alors, d'un commun accord, de partager le titre, ce qui n'était pas prévu dans le règlement de la compétition. La requête a toutefois été acceptée par le juge et par la FIDE

### Championnats du monde d'échecs senior, de la jeunesse et amateur
| Âge                              | Champion mixte         | Championne         |
| -------------------------------- | ---------------------- | ------------------ |
| Plus de 50 ans                   | Alexander Shabalov     | Masha Klinova      |
| Plus de 65 ans                   | Rainer Knaak           | Brigitte Burchardt |
| Juniors (moins de 20 ans)        | Kazybek Nogerbek,      | Divya Deshmukh,    |
| Moins de 18 ans                  | Alekseï Grebnev        | Olga Karmanova     |
| Moins de 16 ans                  | Javier Habans Aguerrea | Afruza Khamdamova  |
| Moins de 14 ans                  | Patryk Cieslak         | Diana Khafizova    |
| Moins de 12 ans                  | Mark Smirnov           | Xue Tianhao        |
| Moins de 10 ans                  | Roman Shogdzhiev       | Alanna Berikkyzy   |
| Moins de 8 ans                   | Reddy Adulla Divith    | Chen Zhihan        |
| Résolution de problèmes d'échecs | Kacper Piorun          | Anna Lickova       |

## Grands tournois annuels
De très nombreux tournois sont organisés partout dans le monde, sur échiquier ou par Internet, et plusieurs d'entre eux ont des audiences ou des dotations plus importantes que les autres.
| Nom de l'événement                   | Dates                   | Lieu           | Cadence                    | Vainqueur                                                |
| ------------------------------------ | ----------------------- | -------------- | -------------------------- | -------------------------------------------------------- |
| Rilton Cup                           | 27 décembre - 5 janvier | Stockholm      | Classique                  | Vitaly Sivuk                                             |
| Tata Steel Chess                     | 12-28 janvier           | Wijk aan Zee   | Classique                  | Masters : Wei Yi Challengers : Leon Luke Mendonca        |
| Weissenhaus Freestyle Chess G.O.A.T. | 9-16 février            | Wangels        | Chess 960                  | Magnus Carlsen                                           |
| Mitropa Cup                          | 15-23 février           | Apolda         | Classique                  | Hommes : Allemagne Femmes : Allemagne                    |
| Festival d'échecs de Prague          | 26 février - 7 mars     | Prague         | Classique                  | Masters : Nodirbek Abdusattorov Challengers : Ediz Gurel |
| Shenzhen Chess Masters               | 29 février - 7 mars     | Shenzhen       | Classique                  | Bu Xiangzhi                                              |
| Open Aeroflot                        | 3-7 mars                | Moscou         | Classique                  | Amin Tabatabaei                                          |
| American Cup,                        | 12-21 mars              | Saint-Louis    | Classique                  | Levon Aronian et Alice Lee                               |
| Open de Reykjavik                    | 15-21 mars              | Reykjavik      | Classique                  | Bogdan-Daniel Deac                                       |
| Festival d'échecs Grenke,            | 26-31 mars              | Karlsruhe      | Rapide Classique           | Classic : Magnus Carlsen Open : Hans Niemann             |
| Tepe Sigeman                         | 27 avril - 3 mai        | Malmö          | Classique                  | Nodirbek Abdusattorov                                    |
| Dubai Chess Challenge                | 4-12 mai                | Dubaï          | Classique                  | Pranav V                                                 |
| Sharjah Masters                      | 14-23 mai               | Charjah        | Classique                  | Bardiya Daneshvar                                        |
| Norway Chess,                        | 26 mai - 7 juin         | Stavanger      | Classique                  | Magnus Carlsen et Ju Wenjun                              |
| UzChess Cup Masters,                 | 6-14 juin               | Tachkent       | Classique                  | Nodirbek Yakubboev                                       |
| Cairns Cup (en)                      | 13-23 juin              | Saint-Louis    | Classique                  | Tan Zhongyi                                              |
| Festival de Bienne,                  | 12-28 juillet           | Bienne         | Classique, rapide et blitz | Masters : Le Quang Liem Challengers : Saleh Salem        |
| 51e Tournoi de Dortmund              | 10-18 août              | Dortmund       | Classique                  | Nico Zwirs                                               |
| Abu Dhabi Chess Festival Masters     | 14-23 août              | Abou Dabi      | Classique                  | Nodirbek Yakubboev                                       |
| Mémorial Rubinstein                  | 17-25 août              | Polanica-Zdrój | Classique                  | Vincent Keymer                                           |
| Chennai Grand Masters                | 5-11 novembre           | Chennai        | Classique                  | Aravindh Chithambaram                                    |

Le cycle de tournois Grand Chess Tour réunissant plusieurs des meilleurs joueurs au monde a de nouveau lieu en 2024. Cinq tournois composent le Grand Chess Tour 2024, pour une dotation totale de 1,5 million de dollars, et c'est Alireza Firouzja qui remporte le Grand Chess Tour à la fin de l'année,,.
| Tournoi                          | Lieu        | Dates               | Cadence         | Vainqueur        |
| -------------------------------- | ----------- | ------------------- | --------------- | ---------------- |
| Superbet Pologne Rapide et Blitz | Varsovie    | 6-13 mai            | Rapide et blitz | Magnus Carlsen   |
| Superbet Classic de Roumanie,    | Bucarest    | 25 juin - 6 juillet | Classique       | Fabiano Caruana  |
| Superbet Croatie Rapide et Blitz | Zagreb      | 8-15 juillet        | Rapide et blitz | Fabiano Caruana  |
| Saint-Louis Rapide & Blitz       | Saint-Louis | 10-17 août          | Rapide et blitz | Alireza Firouzja |
| Sinquefield Cup,                 | Saint-Louis | 17-31 août          | Classique       | Alireza Firouzja |

Comme en 2023, le Champions Chess Tour fait son retour dans une série de tournois en ligne sur le site Internet Chess.com.
| Tournoi                | Dates                    | Dotation  | Participants | Vainqueur              |
| ---------------------- | ------------------------ | --------- | ------------ | ---------------------- |
| Chessable Masters,     | 31 janvier - 7 février   | 300 000 $ | 8            | Magnus Carlsen         |
| Chess.com Classic      | 8-15 mai                 | 300 000 $ | 8            | Alireza Firouzja       |
| CrunchLabs Masters     | 17-24 juillet            | 300 000 $ | 8            | Maxime Vachier-Lagrave |
| Julius Baer Generation | 25 septembre - 2 octobre | 300 000 $ | 8            | Magnus Carlsen         |

La phase finale se déroule sous forme d'un tournoi "présentiel" à Oslo du 14 au 21 décembre. C'est Magnus Carlsen qui l'emporte en finale contre Ian Nepomniachtchi 

## Compétitions par équipes

### Olympiade d'échecs
L'Olympiade d'échecs de 2024, la 45e édition de cette compétition, se tient du 10 au 22 septembre 2024 à Budapest.
L'Inde remporte à la fois la compétition mixte et le tournoi féminin.

### Championnats interclubs européens
| Compétition                                        | Champion           | Deuxième        | Troisième                   |
| -------------------------------------------------- | ------------------ | --------------- | --------------------------- |
| Coupe d'Europe des clubs d'échecs                  | Novy Bor           | Alkaloid Skopje | Vados                       |
| Coupe d'Europe des clubs d'échecs féminine         | TAJFUN Ljubljana   | Garuda Ajka     | Super Chess                 |
| Championnat d'Allemagne d'échecs des clubs         | SC Viernheim       | OSG Baden-Baden | SV Werder Bremen            |
| Championnat d'Allemagne féminin d'échecs des clubs | SK Schwäbisch Hall | OSG Baden-Baden | Hamburger SK                |
| Championnat de France d'échecs des clubs           | C'Chartres Échecs  | Bischwiller     | Asnières Le Grand Échiquier |

## Championnats continentaux et nationaux individuels

### Championnats continentaux individuels
| Compétition                              | Champion mixte         | Championne         |
| ---------------------------------------- | ---------------------- | ------------------ |
| Championnat d'Afrique d'échecs           | Bassem Amin            | Jesse February     |
| Championnat d'Asie d'échecs              |                        |                    |
| Championnat d'Amérique d'échecs          | Roberto Garcia Pantoja |                    |
| Championnat d'Europe d'échecs individuel | Aleksandar Indjić      | Ulviyya Fataliyeva |
| Championnat d'Océanie d'échecs           |                        |                    |

### Championnats nationaux individuels
| Pays                                              | Champion mixte                   | Championne                    |
| ------------------------------------------------- | -------------------------------- | ----------------------------- |
| Championnat d'Afrique du Sud d'échecs             | Daniel Barrish (en)              | Jesse February                |
| Championnat d'Albanie d'échecs (en)               |                                  |                               |
| Championnat d'Algérie d'échecs                    |                                  |                               |
| Championnat d'Allemagne d'échecs                  | Dmitrij Kollars                  | Tetyana Kostak                |
| Championnat d'Andorre d'échecs                    |                                  |                               |
| Championnat d'Angleterre d'échecs                 | Gawain Jones                     | Elmira Mirzoïeva              |
| Championnat d'Argentine d'échecs                  | Sandro Mareco                    |                               |
| Championnat d'Arménie d'échecs                    | Robert Hovhannisyan              | Susanna Gaboyan               |
| Championnat d'Australie d'échecs                  | Rishi Sardana (en)               | Julia Ryjanova                |
| Championnat d'Autriche d'échecs                   | Valentin Dragnev                 | Katharina Newrkla             |
| Championnat d'Azerbaïdjan d'échecs                | Aydin Suleymanli                 | Ayan Allahverdiyeva (en)      |
| Championnat du Bangladesh d'échecs                | Reja Neer Manon                  |                               |
| Championnat de la Barbade d'échecs                |                                  |                               |
| Championnat de Belgique d'échecs                  | Daniel Dardha                    | Annmarie Muetsch              |
| Championnat de Biélorussie d'échecs               | Maksim Tsaruk                    | Kseniya Norman                |
| Championnat de Birmanie d'échecs                  |                                  |                               |
| Championnat de Bolivie d'échecs                   |                                  |                               |
| Championnat de Bosnie-Herzégovine d'échecs        |                                  |                               |
| Championnat du Botswana d'échecs                  |                                  |                               |
| Championnat du Brésil d'échecs                    | Alexandr Fier                    | Juliana Terao                 |
| Championnat de Bulgarie d'échecs                  |                                  |                               |
| Championnat du Canada d'échecs                    | Shiyam Thavandiran               | Maili-Jade Ouellet            |
| Championnat du Cap-Vert d'échecs                  |                                  | Celia M. Rodriguez            |
| Championnat du Chili d'échecs                     | Cristóbal Henríquez Villagra     | Valentina Jorquera Cabello    |
| Championnat de Chine d'échecs                     | Wang Yue                         | Lu Miaoyi                     |
| Championnat de Chypre d'échecs                    |                                  |                               |
| Championnat de Colombie d'échecs                  |                                  |                               |
| Championnat de Corée du Sud d'échecs              |                                  |                               |
| Championnat du Costa Rica d'échecs                |                                  | Kristel Diaz Charpentier      |
| Championnat de Croatie d'échecs                   |                                  |                               |
| Championnat de Cuba d'échecs                      | Luis Ernesto Quesada Pérez       | Lisandra Ordaz                |
| Championnat du Danemark d'échecs                  | Boris Chatalbashev               |                               |
| Championnat d'Écosse d'échecs                     | Andrew Greet                     | Kanishka Bhatia               |
| Championnat d'Égypte d'échecs                     | Abdalrahman Sameh Mohamed        |                               |
| Championnat des Émirats Arabes Unis d'échecs      |                                  |                               |
| Championnat d'Espagne d'échecs                    | Daniil Yuffa                     | Sabrina Vega Gutiérrez        |
| Championnat d'Estonie d'échecs                    | Alexandre Volodine               | Margareth Olde                |
| Championnat des États-Unis d'échecs               | Fabiano Caruana                  | Carissa Yip                   |
| Championnat des îles Féroé d'échecs               | Luitjen Akselsson Apol           |                               |
| Championnat de Finlande d'échecs                  | Toivo Keinänen                   |                               |
| Championnat de France d'échecs                    | Jules Moussard                   | Deimante Daulyte-Cornette     |
| Championnat de Géorgie d'échecs                   | Baadur Jobava                    | Lela Javakhishvili            |
| Championnat d'échecs de Grande-Bretagne           | Gawain Jones                     | Lan Yao et Trisha Kanyamarala |
| Championnat de Grèce d'échecs                     | Stamátis Koúrkoulos-Ardítis      |                               |
| Championnat du Guatemala d'échecs                 |                                  |                               |
| Championnat du Honduras d'échecs                  |                                  |                               |
| Championnat de Hongrie d'échecs                   | Ádám Kozák                       | Szidónia Vajda                |
| Championnat d'Inde d'échecs                       | Karthik Venkataraman             | PV Nandhidhaa                 |
| Championnat d'Indonésie d'échecs                  |                                  |                               |
| Championnat d'Iran d'échecs                       | Abtin Atakhan[réf. souhaitée]    |                               |
| Championnat d'Irlande d'échecs                    | David Fitzsimons                 | Diana Mats                    |
| Championnat d'Islande d'échecs                    | 16-27 avril                      | Olga Prudnykova               |
| Championnat d'Israël d'échecs                     | Ilya Smirin                      |                               |
| Championnat d'Italie d'échecs                     | Francesco Sonis                  | Marina Brunello               |
| Championnat de Jamaïque d'échecs                  |                                  |                               |
| Championnat du Japon d'échecs                     |                                  |                               |
| Championnat du Kazakhstan d'échecs                | Denis Makhnev                    | Amina Kairbekova              |
| Championnat du Kenya d'échecs                     | Robert Mcligeyo                  | Sasha Mongeli                 |
| Championnat du Kirghizistan d'échecs              | Nikita Khoroshev                 | Aleksandra Samaganova         |
| Championnat du Kosovo d'échecs                    |                                  |                               |
| Championnat du Koweït d'échecs                    | Bader Al-Hajiri                  | Amani Alazmi                  |
| Championnat du Lesotho d'échecs                   | Lihloela Motlomelo               | Lieketseng Ngatane            |
| Championnat de Lettonie d'échecs                  | Guntis Jankovskis                | Ilze Bērziņa                  |
| Championnat du Liban d'échecs                     |                                  |                               |
| Championnat de Lituanie d'échecs                  | Tomas Laurušas                   | Simona Limontaitė             |
| Championnat du Luxembourg d'échecs                |                                  |                               |
| Championnat de Macédoine du nord d'échecs         | Toni Lazov                       | Gabriela Koskoska             |
| Championnat de Madagascar d'échecs                |                                  |                               |
| Championnat de Malaisie d'échecs                  |                                  |                               |
| Championnat de Malawi d'échecs                    | Joseph Mwale                     | Caroline Trapence             |
| Championnat de Malte d'échecs                     |                                  |                               |
| Championnat du Maroc d'échecs                     |                                  |                               |
| Championnat du Mexique d'échecs                   |                                  |                               |
| Championnat de Moldavie d'échecs                  |                                  |                               |
| Championnat de Monaco d'échecs                    | André Meylan                     | Marija Zvereva                |
| Championnat de Mongolie d'échecs                  | Ganzorigiin Amartüvshin (en)     | Törmönkhiin Mönkhzul          |
| Championnat du Monténégro d'échecs                | Nikita Petrov                    |                               |
| Championnat de Namibie d'échecs                   | Heskeil Ndahangwapo              | Lutopu Khoa                   |
| Championnat du Népal d'échecs                     | Rajan Subedi                     | Sindira Joshi                 |
| Championnat de Norvège d'échecs                   | Aksel Bu Kvaloy (nn)             | Sheila Barth Stanford (en)    |
| Championnat de Nouvelle-Zélande d'échecs          | Nicolas Croad                    | Pas de compétition dédiée     |
| Championnat d'Oman d'échecs                       | Abdullah Al Maashani             |                               |
| Championnat d'Ouganda d'échecs                    | Arthur Ssegwanyi (en)            | Ampaire Shakira (lg)          |
| Championnat d'Ouzbékistan d'échecs                |                                  |                               |
| Championnat du Pakistan d'échecs                  |                                  | Sehba Shah                    |
| Championnat du Paraguay d'échecs                  |                                  |                               |
| Championnat d'échecs des Pays-Bas                 | Max Warmerdam                    | Maaike Keetman (en)           |
| Championnat du Pays de Galles d'échecs            |                                  |                               |
| Championnat du Pérou d'échecs                     |                                  |                               |
| Championnat des Philippines d'échecs              |                                  |                               |
| Championnat de Pologne d'échecs                   | Radosław Wojtaszek               | Alina Kashlinskaya            |
| Championnat du Portugal d'échecs                  | Annulé                           | Ana Inês Silva                |
| Championnat de la République dominicaine d'échecs |                                  |                               |
| Championnat de Roumanie d'échecs                  | Mircea-Emilian Parligras         | Miruna-Daria Lehaci           |
| Championnat de Russie d'échecs                    | Vladislav Artemiev               | Kateryna Lagno                |
| Championnat du Salvador d'échecs                  |                                  |                               |
| Championnat du Sénégal d'échecs                   |                                  |                               |
| Championnat de Serbie d'échecs                    | Aleksandar Indjić                | Irina Chelushkina             |
| Championnat de Singapour d'échecs                 |                                  |                               |
| Championnat de Slovaquie d'échecs                 | Martin Neugebauer                | Simona Bochnickova            |
| Championnat de Slovénie d'échecs                  |                                  |                               |
| Championnat de Somalie d'échecs                   | Abdulkadir Mohamed Warsame       | Sabarin Mohamed Ali           |
| Championnat du Soudan du sud d'échecs             | David Yol Machar                 |                               |
| Championnat du Sri Lanka d'échecs                 |                                  |                               |
| Championnat de Suède d'échecs                     | Vitaly Sivuk                     | Pas de compétition dédiée     |
| Championnat de Suisse d'échecs                    | Sebastian Bogner                 | Mariia Manko                  |
| Championnat du Suriname d'échecs                  |                                  |                               |
| Championnat du Tadjikistan d'échecs               |                                  |                               |
| Championnat de Tchéquie d'échecs                  | David Navara                     | Julia Movsesian               |
| Championnat de Thaïlande d'échecs                 |                                  |                               |
| Championnat du Togo d'échecs                      |                                  |                               |
| Championnat de Trinité-et-Tobago d'échecs         |                                  |                               |
| Championnat de Tunisie d'échecs                   |                                  |                               |
| Championnat du Turkménistan d'échecs              |                                  |                               |
| Championnat de Turquie d'échecs                   | Vahap Sanal                      | Elif Zeren Yildiz             |
| Championnat d'Ukraine d'échecs                    | Roman Dehtiarov                  | Evgenia Toroptseva            |
| Championnat d'Uruguay d'échecs                    | Andrés Rodríguez[réf. souhaitée] | Sofia Roepke[réf. souhaitée]  |
| Championnat du Venezuela d'échecs                 |                                  |                               |
| Championnat du Viêt Nam d'échecs                  | Banh Gia Huy                     | Ngoc Thuy Duong Bach          |
| Championnat de Zambie d'échecs                    |                                  |                               |
| Championnat du Zimbabwe d'échecs                  |                                  |                               |

## Divers

### Évolution du classement mondial au1erjanvier 2024
| Rang 2025 | Nom                   | Né en | Fédération  | Elo 2025 | Rang 2024 | Elo 2024 | Évolution     |
| --------- | --------------------- | ----- | ----------- | -------- | --------- | -------- | ------------- |
| 1         | Magnus Carlsen        | 1990  | Norvège     | 2 831    | 1         | 2 830    | en stagnation |
| 2         | Fabiano Caruana       | 1992  | États-Unis  | 2 803    | 2         | 2 804    | en stagnation |
| 3         | Hikaru Nakamura       | 1987  | États-Unis  | 2 802    | 3         | 2 788    | 14            |
| 4         | Arjun Erigaisi        | 2003  | Inde        | 2 801    | 17        | 2 738    | 63            |
| 5         | Dommaraju Gukesh      | 2006  | Inde        | 2 777    | 25        | 2 725    | 52            |
| 6         | Nodirbek Abdusattorov | 2004  | Ouzbékistan | 2 768    | 22        | 2 727    | 41            |
| 7         | Alireza Firouzja      | 2003  | France      | 2 763    | 6         | 2 759    | en stagnation |
| 8         | Ian Nepomniachtchi    | 1990  | Russie      | 2 754    | 5         | 2 769    | 15            |
| 9         | Wei Yi                | 1999  | Chine       | 2 751    | 16        | 2 740    | 11            |
| 10        | Viswanathan Anand     | 1969  | Inde        | 2 750    | 11        | 2 748    | en stagnation |

## Nécrologie
- 28 février : Lisa Lane[152]
- 19 mars : Jean-Luc Seret[153]
- 28 mars : Igors Rausis[154]
- 13 avril : Joanna Dworakowska[155]
- 5 juillet : Ziaur Rahman[156]
- 31 juillet : Krum Georgiev[157]
- juillet : Constantin Ionescu[158]
- 11 août : Petko Petkov[159]
- 28 août : Andreas Dückstein[160]
- août : Gregor Johann[161]
- 11 octobre : Zenón Franco Ocampos[162]